# Viski Károly
Viski Károly (Torda, 1883. április 14. – Budapest, 1945. szeptember 5.) néprajzkutató, egyetemi tanár, a Magyar Tudományos Akadémia levelező tagja (1945).

## Életútja
1908-tól szülőhelyén Tordán, majd Nagyszalontán, Székelyudvarhelyen, és Budapesten volt gimnáziumi tanár. 1919-től került a Magyar Nemzeti Múzeum néprajzi osztályára, ahol 1922-től múzeumőr volt. 1940-ben nevezték ki a Kolozsvári Magyar Királyi Ferenc József Tudományegyetem néprajztanárává. 1941-ben került Budapestre, ahol a Magyar Királyi Pázmány Péter Tudományegyetemen tanított haláláig. 1941–1945 között az egyetemen működő Néprajzi Intézet igazgatója és a Közgyűjtemények Országos Felügyelőségének vezetője volt. 1945 májusában a Magyar Tudományos Akadémia levelező tagjává választották, azonban betegsége és szeptember 5-én bekövetkezett halála miatt székfoglaló előadását már nem tarthatta meg.

## Munkássága
Több jelentős néprajzi, főleg népművészeti és nyelvészeti tanulmányt tett közzé. Györffy Istvánnal és Bátky Zsigmonddal együtt szerkesztették A magyarság néprajza (1933–1937) című négykötetes gyűjtemény több fejezetét.

## Főbb művei
- A tordai nyelvjárás. Budapest: Athenaeum. 1906.  = Nyelvészeti Füzetek,  32. )
- Arany népe: Arany tárgyi néprajzának vázlata. Nagyvárad: Sonnenfeld ny. 1919.  = Arany-Emlék Egyesület Könyvei,  2.
- Erdélyi magyarság: Népművészet. Budapest: Népies Irodalmi Társaság. [1922].
- Magyar népművészet. Budapest: Egyetemi ny. 1928.  Bátky Zsigmonddal és Györffy Istvánnal)
- Guide dans la Section Ethnographique du Musée National Hongrois. Budapest: Musée National. 1929.
- Volksbrauch der Ungarn. Budapest: Vajna. 1932.  
  - Angol kiadás: Hungarian peasant customs. Budapest: Vajna. 1932.
- A magyarság néprajza I: A magyarság tárgyi néprajza: Tájékoztató, táplálkozás, építkezés, bútorzat, fűtés, világítás, mesterkedés, viselet. Budapest: Egyetemi ny. 1933.  (Bátky Zsigmonddal és Györffy Istvánnal)
- A magyarság néprajza II: A magyarság tárgyi néprajza: Gazdálkodás (gyűjtögetés, vadászat, halászat, állattartás, földmívelés, teherhordás, közlekedés, jármű), díszítőművészet, a hagyomány tárgyai. Budapest: Egyetemi ny. 1934.  (Györffy Istvánnal)
- Hungarian dances. London: Marshall; Budapest: Vajna. 1937.
- Etnikai csoportok, vidékek. Budapest: Akadémia. 1938.  (= A Magyar Nyelvtudomány Kézikönyve, I. 8.)